# 刘弘邈
劉弘邈（？—954年5月19日），十国南漢初代高祖皇帝劉龑的第十二子。
南漢高祖劉邈有19子，劉弘邈为第十二子。生母不詳。大有五年（932年），劉弘邈被封为高王。劉龑的第四子南汉第三代皇帝中宗劉晟即位。应年间，劉弘邈为雄武节度使，镇守邕州。因为齐王刘弘弼、镇王刘弘泽被劉晟杀死在邕州。他不想去，刘晟不许。劉弘邈懦弱无能，事务都交给僚属，自己天天饮酒求神，有人上书说高王作乱，劉晟在乾和十二年（954年）四月十五，派遣甘泉宫使林延遇赐毒杀死劉弘邈。